# Ap/Bp星
Ap星（えーぴーせい、Ap star）（Ap型星）（A型特異星(peculiar A star)）、Bp星（びーぴーせい、Bp star）（Bp型星）（B型特異星）は、A型またはB型の特異星である。ストロンチウム、クロム、ユウロピウム等の特定の元素の存在量が多く、さらに、プラセオジムやネオジム等が多いこともある。これらの恒星は、通常のA型星やB型星と比べて自転が遅く、100km/s程度にしかならない。
また、スペクトル型がF（F2程度まで）のものをFp型星(Fp star)と分類する。

## 磁場
Ap/Bp星は通常のA型星やB型星と比べて、数kGから数十kGと強い磁場を持つ。例えばHD 215441では、33.5kG (3.35T) に達する。多くの場合、単純な双極子でモデル化される磁場は、自転軸と一致する方向でなければ、自転につれて強さが変わるため、周期的に変化する。この理論では、磁場の変化は自転速度と逆相関する。この双極子場のモデルでは、磁軸が自転軸と相殺し、斜め自転モデルとして知られる。
Ap星のこのような強い磁場の起源は未だ分かっていない。2つの理論が提唱されているが、いずれも決定的な物ではない。
1つめは、「化石場理論」と呼ばれ、この磁場は星間物質の時代の磁場の名残であると説明するものである。星間物質には、このような強い磁場を形成するのに十分な磁場が存在し、実際に、通常の恒星程度に磁場を弱めるための両極性拡散理論が考案された。この理論では、長期に渡って磁場が安定する必要があるが、このような斜め自転で磁場が安定するかはよく分かっていない。この理論のもう1つの問題は、A型星の極一部しかこのような強い磁場を持たないことである。
強い磁場の形成を説明するもう1つの理論は、自転するAp星の核内で発電作用が生じているとするものである。しかし、このモデルでは磁軸は傾かず、一端は常に自転軸と一致するか直交する。また、恒星の自転が遅いため、この説明に必要な大きな双極子場が形成され得るのかも不明である。

## 恒星表面のマップ
特異元素が豊富な空間位置は、磁場の配置と関係があることが示されている。このような恒星のいくつかは、数分間の周期で視線速度が変化する。これらを高解像度の分光計とドップラー画像化を用いて観測すると、恒星表面のマップが推定できる。このマップでは、特異元素が多い場所が斑点状に表れる。

## 高速振動Ap星
Ap星に含まれる高速振動Ap星（roAp星）と呼ばれるグループは、短い周期で数ミリ等級の光度変化とスペクトル線の視線速度の変化を示す。最初に発見されたのはHD 101065である。これらの恒星は、ヘルツシュプルング・ラッセル図では、不安定帯の底に位置する。現在は35個のroAp星が発見されており、脈動周期は5分から21分の間である。